# 173108 Ingola
173108 Ingola este un asteroid din centura principală de asteroizi.

## Descriere
173108 Ingola este un asteroid din centura principală de asteroizi. A fost descoperit pe 24 septembrie 1960 la Observatorul Palomar de Cornelis Johannes van Houten, Ingrid van Houten-Groeneveld și Tom Gehrels. Asteroidul prezintă o orbită caracterizată de o semiaxă mare de 3,94 ua, o excentricitate de 0,33 și o înclinație de 0,8° în raport cu ecliptica.